# Теорема Коши о среднем значении
Теорема Коши́ о среднем значении — обобщение формулы конечных приращений.

## Формулировка
Пусть даны две функции {\displaystyle f(x)} и {\displaystyle g(x)} такие, что:
1. {\displaystyle f(x)} и {\displaystyle g(x)} определены и непрерывны на отрезке {\displaystyle [a,b]};
2. производные {\displaystyle f'(x)} и {\displaystyle g'(x)} определены и конечны на интервале {\displaystyle (a,b)};
3. производная {\displaystyle g'(x)} не обращается в нуль на интервале {\displaystyle (a,b)} (значит, по теореме Ролля, {\displaystyle g(a)\neq g(b)}).

Тогда существует {\displaystyle \xi \in (a,b)}, для которой верно:
{\displaystyle {\frac {f(b)-f(a)}{g(b)-g(a)}}={\frac {f'(\xi )}{g'(\xi )}}.}

### Замечания
- Потребовав явно, что {\displaystyle g(a)\neq g(b)}, можно ослабить условие 3 и требовать лишь чтобы {\displaystyle f'(x)} и {\displaystyle g'(x)} не обращались одновременно в нуль на интервале {\displaystyle (a,b)}.
- Можно полностью опустить условие 3, если переписать формулу следующим образом:
{\displaystyle {\big (}f(b)-f(a){\big )}\cdot g'(\xi )={\big (}g(b)-g(a){\big )}\cdot f'(\xi )}.
- Геометрически утверждение можно переформулировать так: если {\displaystyle f} и {\displaystyle g} задают закон движения на плоскости (то есть определяют абсциссу и ординату через параметр {\displaystyle x}), то на любом отрезке такой кривой, заданном параметрами {\displaystyle a} и {\displaystyle b}, найдётся касательный вектор, коллинеарный вектору перемещения от {\displaystyle {\big (}f(a),g(a){\big )}} до {\displaystyle {\big (}f(b),g(b){\big )}}.

## Доказательство
Для доказательства введём функцию
| {\displaystyle \varphi (x)={\big (}f(b)-f(a){\big )}{\big (}g(x)-g(a){\big )}-{\big (}g(b)-g(a){\big )}{\big (}f(x)-f(a){\big )}.} |

Легко видеть(тривиально), что для неё выполнены условия теоремы Ролля. Воспользовавшись этой теоремой, получим, что существует точка {\displaystyle \xi \in (a,b)}, в которой производная функции {\displaystyle \varphi } равна нулю:
| {\displaystyle \varphi '(\xi )={\big (}f(b)-f(a){\big )}g'(\xi )-{\big (}g(b)-g(a){\big )}f'(\xi )=0.} |

Перенеся в этом равенстве второе слагаемое вправо мы получим формулу из наиболее общей формулировки теоремы.
В оригинальной формулировке остаётся разделить равенство на {\displaystyle g'(\xi )} и {\displaystyle g(b)-g(a)}.
Оба эти числа будут ненулевыми и при ослаблении требования 3 до отсутствия общих нулей
у {\displaystyle f'(x)} и {\displaystyle g'(x)}:
для {\displaystyle g(b)-g(a)} это требуется явно,
а если {\displaystyle g'(\xi )=0}, то
| {\displaystyle {\big (}g(b)-g(a){\big )}f'(\xi )=0}. |

Но так как {\displaystyle g(a)\neq g(b)}, отсюда следует, что {\displaystyle f'(\xi )=0} — противоречие с условием.